# Fatal Fury (computerspelserie)
Fatal Fury is een serie computerspellen in het genre vechtspellen. De serie werd ontwikkeld door SNK.

## Verhaal
Het verhaal van Fatal Fury speelt zich af in een fictieve stad in de VS genaamd South Town. Gangsterbaas Geese Howard organiseert er een toernooi genaamd "The King of Fighters". Het verhaal draait om Terry en Andy Bogard, ondersteund door hun vriend Joe Higashi, die wraak wil nemen op Geese Howard, de moordenaar van hun vader Jeff Bogard.
Over het algemeen draait de serie om de opkomst van de "Legendarische Wolf" Terry Bogard en de ondergang van het imperium van Geese.
In het tweede deel daagt de halfbroer van Geese, Wolfgang Krauser, internationale vechters uit voor een toernooi. In het derde deel draait het om Geese die een antieke rol met gevaarlijke vechtkunsten in handen wil krijgen. Terry Bogard probeert deze plannen te dwarsbomen.
Na het derde deel werd de serie hernoemd naar Real Bout Fatal Fury. Hier draait het verhaal om het gevecht tussen Terry en Geese.

## Gameplay
Fatal Fury heeft de mogelijkheid op twee niveaus te vechten, zo is er een voorgrond en achtergrond waartussen spelers kunnen springen om aanvallen te maken die de tegenstander op het andere niveau raken.
In latere spellen in de serie werd dit systeem uitgebreid naar drie niveaus (voor, midden, achter), maar werd geschrapt in daaropvolgende delen. Spellen zoals Real Bout Fatal Fury hebben zogenaamde "ring-outs", waarbij de speler verliest wanneer deze door een grens loopt of in het water valt.

## Spellen in de serie
- Fatal Fury: King of Fighters (1991)
- Fatal Fury 2 (1992)
- Fatal Fury Special (1993)
- Fatal Fury 3: Road to the Final Victory (1995)
- Real Bout Fatal Fury (1995)
- Real Bout Fatal Fury Special (1997)
- Real Bout Fatal Fury 2: The Newcomers (1998)
- Garou: Mark of the Wolves (1999)

### Afgeleide spellen in de serie
- Fatal Fury: First Contact, een port voor de Neo-Geo Pocket
- Fatal Fury: Wild Ambition, spel voor de Hyper-Neo-Geo-64
- Real Bout Garou Densetsu: Dominated Mind, port voor de PlayStation
- Nettou Garou Densetsu 2, port voor Game Boy
- Fatal Fury Mobile, mobiel spel uit 2006

## Personages
- Alfred
- Andy Bogard
- Axel Hawk
- Billy Kane
- Blue Mary
- Bob Wilson
- Bonne Jenet
- Cheng Sinzan
- Duck King
- Franco Bash
- Freeman
- Gato
- Geese Howard
- Grant
- Hakoutomaru
- Hon Fu
- Hotaru Futaba
- Hwa Jai
- Jin Chonrei
- Jin Chonshu
- Joe Higashi
- Jubei Yamada
- Kain R. Heinlein
- Kevin Ryan
- Khushnood Butt
- Kim Dong Hwan
- Kim Jae Hoon
- Kim Kaphwan
- Lao
- Laurence Blood
- Li Xiangfei
- Mai Shiranui
- Michael Max
- Big Bear/Raiden
- Richard Meyer
- Rick Stroud
- Rock Howard
- Ryuji Yamazaki
- Ryo Sakazaki
- Sokaku Mochizuki
- Terry Bogard
- Tizoc
- Touji Sakata
- Tsugumi Sendo
- Tung Fu Rue
- White
- Wolfgang Krauser